# Newtown (Powys)
Pour les articles homonymes, voir Newtown.
Newtown (Y Drenewydd en gallois) est une ville du district du Montgomeryshire, dans le comté de Powys, au pays de Galles. Elle est située sur la Severn, non loin de la frontière avec l'Angleterre. Au moment du recensement de 2001, sa population était de 12 783 habitants.

## Jumelage
Newtown entretient un jumelage avec une ville :
- Les Herbiers (France) depuis 1999

## Personnalités liées
Newtown était la ville natale du célèbre socialiste Robert Owen (1771-1858). Un musée lui est dédié dans la ville.

## Sport
Le club de football du Newtown AFC, qui évolue en Welsh Premier League, est basé à Newtown.